# Jean Chapelié
Jean Jacques Édouard Chapelié est un militaire belge d'origine française, son nom reste attaché à la création de l'École militaire belge qu'il dirige durant trente ans.
Il est né à Marseille le 13 octobre 1792 et meurt le 24 octobre 1864.

## Famille

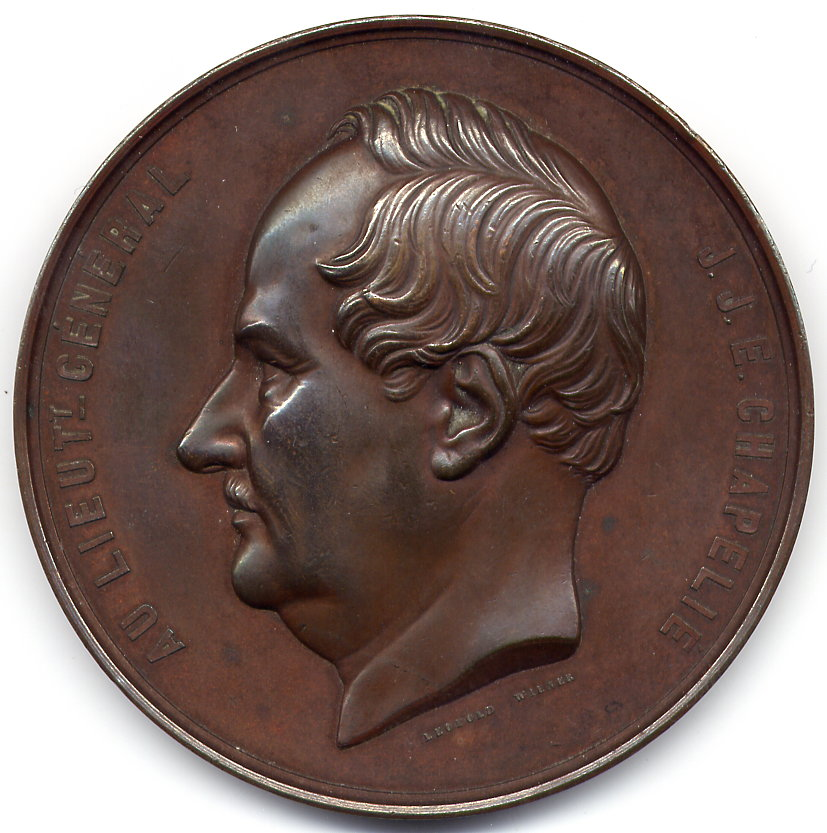
Le général Jean Chapelié, fondateur de l'École militaire, médaille par Léopold Wiener, 1859

Il appartient à une vieille famille d'origine huguenote.
Devenu belge en 1844, il épouse en 1839 Mademoiselle Mathilde Nuewens une jeune fille de Bruxelles dont il a trois fils, Paul (1840-1922), futur général et aide de camp de Léopold II, Félix et Édouard.

## Carrière
Après une brillante formation militaire à l'École polytechnique (promotion X 1812) sous l'Empire, il participe à diverses campagnes tant en Espagne qu'en Algérie, et est appelé en Belgique par le roi Léopold Ier qui désire s'entourer d'éléments brillants pour former une véritable armée belge. Le fait que Chapelié soit protestant comme le roi lui permet d'entrer facilement dans la sympathie du souverain.
Il fallait avant tout créer une école militaire qui soit digne d'un État européen nouveau et qui était encore dépourvu dans de nombreux domaines de structures solides. Il s'inspire pour ce faire de l'École Polytechnique de Paris en ce qui concerne l'organisation, et les programmes d'études qu'il adapta pour la Belgique. Chapelié dirige et améliore sans cesse durant trente ans l'École Militaire.
Il est inhumé au Cimetière de Bruxelles à Evere.